# Maurizio Liverani
Maurizio Liverani, noto anche con lo pseudonimo di Mauro Lirani o anche Ivanovich Koba (Rovereto, 27 novembre 1928 – Senigallia, 10 febbraio 2021), è stato un giornalista, regista e scrittore italiano.

## Biografia
Nipote di Augusto Liverani, ministro delle comunicazioni della Repubblica di Salò, il sedicenne Maurizio Liverani aderì al Partito Comunista Italiano partecipando alla Resistenza nelle file del Corpo volontari della libertà. Nel 1952 entrò nella redazione di Paese Sera, dove divenne responsabile della pagina degli spettacoli, poi della pagina culturale. Nel giro di pochi anni divenne titolare della rubrica di critica cinematografica. Collaborò anche alla Settimana Incom Illustrata firmando le recensioni con lo pseudonimo Mauro Lirani. Nel 1966 Liverani uscì dal PCI, interrompendo la collaborazione con Paese Sera.
Nel 1969 diresse il suo primo lungometraggio, Sai cosa faceva Stalin alle donne? con Helmut Berger, una satira sul conformismo degli intellettuali comunisti romani che presentò al Mostra internazionale d'arte cinematografica di Venezia e con il quale vince il premio di Qualità. Dopo la caduta del Muro il film fu presentato a Mosca dove ha avuto un grande successo. Nel 1976 diresse il suo secondo film, una commedia sexy con Gloria Guida e Martine Brochard: Il solco di pesca.
Dalla fine degli anni sessanta agli anni ottanta diresse la rivista Il dramma (quando la redazione si trasferisce a Roma) e collaborò con Tempo Illustrato, Il Giornale d'Italia, Vita Sera e il mensile Il Borghese, firmandosi con lo pseudonimo di Ivanovich Koba. Negli anni novanta proseguì la sua attività giornalistica su Il Giornale, Il Tempo e Avanti!. In seguito scrisse quotidianamente nella rubrica "Fatemelo dire" dell'Agenzia giornalistica  Distampa diretta da Giacomo Carioti, pubblicata anche sul portale online Ematube, diretto da Emanuele Carioti.
Tra i suoi film non realizzati figurano C'era una volta la Russia del 1990 e Lassù sulle montagne con il principe di Galles, ovvero come farsi tanti nemici (2014), tratto dall'omonimo romanzo autobiografico di Maurizio Liverani.
Negli anni novanta pubblicò un saggio di satira politica intitolato Dal Polo al pollo (1997), Scipioni editore, (che ha vinto il Premio Roland Topor - Fiuggi per la satira politica). Scrisse poi il romanzo Disamore, ovvero la trascendenza verso il basso edito da Monduzzi (1998).
Dal 2012, aderendo al progetto editoriale di Barbara Soffici (volto al recupero e alla valorizzazione di tutti i suoi scritti), ristampò in self-publishing Disamore e pubblicò Le fuggevoli nuvole del divismo si dissolvono con Audrey (2012) (classificato III - categoria giornalismo - "Premio Mario Pannunzio 2013"), Il cinismo al potere (2013), Lassù sulle montagne con il principe di Galles (2013), Sordi racconta Alberto (2014), Fatemelo dire 2013 (2014), Fatemelo dire 2014 (2015), Il regista rischia il posto (2015),  Fatemelo dire 2015 (2016), Buffonismo all'italiana (2016), Il ciak dei registi indomiti (2017), Fatemelo dire 2016 (2017),  Alle urne con le stampelle (2018), Aforismi sospetti (2019).

## Premi e riconoscimenti
- Premio qualità del Ministero dello Spettacolo per il film Sai cosa faceva Stalin alle donne? (1971).
- Premio Roland Topor - Fiuggi per la satira politica (Fiuggi, 14 luglio 1997) per il saggio Dal Polo al pollo.
- Medaglia d'oro al giornalismo (Ancona, 28 marzo 1999).
- Premio Marcello Sgarlata 2010 (Roma, 20 maggio 2010), per non aver mai "abdicato alla propria integrità di pensatore e alla irrinunciabile vocazione di propugnatore delle verità storiche, politiche e culturali, incurante tanto delle seduzioni quanto degli assalti di un conformismo che opprime e troppo spesso domina".[4]
- Premio Scrapante 2013 (Marta, Viterbo, 28 settembre 2013) Per i valori sociali artistici e culturali ispirati alla sensibilità umana, al rispetto reciproco, alla solidarietà, alla dignità del comportamento alla semplicità del vivere.[5]
- Premio Mario Pannunzio 2013 III classificato, sezione "Giornalismo e Saggistica" per il saggio Le fuggevoli nuvole del divismo si dissolvono con Audrey.
- Il 12 gennaio 2017 la Cineteca Nazionale di Roma ha dedicato una rassegna (organizzata da Luca Pallanch) intitolata Sai cosa faceva Maurizio Liverani al cinema?; l'incontro con Maurizio Liverani e  Giacomo Carioti è stato moderato da Marco Giusti.[6]

## Filmografia

Il solco di pesca (1976)

### Regista e sceneggiatore
- Sai cosa faceva Stalin alle donne? (1969)
- Il solco di pesca (1976)
- Se questa è follia... (1993), documentario
- La strategia del bianco (1994), documentario
- Ben Shahn: un tragico umorista (1995), documentario
- I colori di Sara (1997), documentario
- Gli eroi sono stanchi - I gessi di Enrico Mazzolani (1998), documentario
- Immagini revocate - Omaggio a Chiara Diamantini (2015), documentario

## Opere letterarie
- Dal Polo al pollo, Scipioni Editore, 1997.
- Disamore, ovvero la trascendenza verso il basso, Monduzzi, 1998.